# Valentina Lisitsa
Valentina Lisitsa (ukrainska: Валентина Лисиця, ryska: Валентина Лисица), född 11 december 1973 i Kiev, Ukrainska SSR, Sovjetunionen, är en ukrainskfödd klassisk pianist. Lisitsa är numera amerikansk medborgare och bosatt i den amerikanska delstaten North Carolina tillsammans med sin man Alexej Kuznetsoff som även han är pianist. Hon har ryskt och polskt ursprung.
Lisitsa har gjort inspelningar av verk av bland andra Rachmaninov, Michael Nyman och Liszt.